# Urszula Augustyniak
Urszula Anna Augustyniak (ur. 8 kwietnia 1950 w Warszawie) – polska historyk, profesor nauk humanistycznych, profesor zwyczajny w Instytucie Historycznym UW.

## Życiorys
W 1973 ukończyła studia historyczne na Uniwersytecie Warszawskim. W 2000 uzyskała tytuł naukowy profesora nauk humanistycznych. Specjalizuje się w historii kultury w epoce nowożytnej. 
W latach 1991–1993 była prodziekanem ds. dydaktycznych Wydziału Historycznego Uniwersytetu Warszawskiego. W latach 1994-2013 była kierownikiem Katedry (od 2000 Zespołu) Historii Kultury Staropolskiej w Instytucie Historycznym UW. 
W 2016 została wybrana na członka Centralnej Komisji do Spraw Stopni i Tytułów na kadencję 2017–2020. Jest członkinią Komitetu Nauk Historycznych Polskiej Akademii Nauk. 
Odznaczona Medalem Komisji Edukacji Narodowej (2005) i Krzyżem Oficerskim Orderu „Za Zasługi dla Litwy” (2010).

## Ważniejsze publikacje
- Informacja i propaganda w Polsce za Zygmunta III (1981)
- Koncepcje narodu i społeczeństwa w literaturze plebejskiej od końca XVI do końca XVII wieku (1989)
- Testamenty ewangelików reformowanych w Wielkim Księstwie Litewskim (1992)
- Wazowie i „królowie rodacy”: studium władzy królewskiej w Rzeczypospolitej XVII wieku (1999)
- Dwór i klientela Krzysztofa Radziwiłła (1585–1640): mechanizmy patronatu (2001)
- W służbie hetmana i Rzeczypospolitej: klientela wojskowa Krzysztofa Radziwiłła (1585–1640) (2004)
- Historia Polski 1572–1795 (2008)
- Państwo świeckie czy księże? Spór o rolę duchowieństwa katolickiego w Rzeczypospolitej w czasach Zygmunta III Wazy. Wybór tekstów (2013)